# Rimi Baltic
Rimi Baltic er en lettisk dagligvarekoncern, der fokuserer på de baltiske lande. De har 291 dagligvarebutikker i Estland, Letland og Litauen. Det er et datterselskab til ICA. Butikkerne kendes under navne som Rimi Hyper, Rimi Super, Rimi Mini og Rimi Express.
Rimi Baltic blev etableret i 2004 ved en fusion mellem finske Kesko og svenske ICA's aktiviteter i de baltiske lande. Ved udgangen af 2006 købte ICA Keskos ejerandel.